# Ashford (Wisconsin)
Ashford es un pueblo ubicado en el condado de Fond du Lac en el estado estadounidense de Wisconsin. En el Censo de 2010 tenía una población de 1.747 habitantes y una densidad poblacional de 18,93 personas por km².

## Geografía
Ashford se encuentra ubicado en las coordenadas 43°35′1″N 88°20′51″O / 43.58361, -88.34750. Según la Oficina del Censo de los Estados Unidos, Ashford tiene una superficie total de 92.28 km², de la cual 91.66 km² corresponden a tierra firme y (0.68%) 0.62 km² es agua.

## Demografía
Según el censo de 2010, había 1.747 personas residiendo en Ashford. La densidad de población era de 18,93 hab./km². De los 1.747 habitantes, Ashford estaba compuesto por el 97.71% blancos, el 0.34% eran afroamericanos, el 0.23% eran amerindios, el 0.34% eran asiáticos, el 0% eran isleños del Pacífico, el 0.69% eran de otras razas y el 0.69% pertenecían a dos o más razas. Del total de la población el 1.37% eran hispanos o latinos de cualquier raza.